# Morgan York
Morgan Elizabeth York (ur. 18 stycznia 1993 w Burbank) – amerykańska aktorka dziecięca, znana z ról z filmach Fałszywa dwunastka, czy Pacyfikator. Zadebiutowała w wieku 18 miesięcy w reklamie ThermoScan Ear Thermometer. Ma dwójkę młodszego rodzeństwa – brata Thomasa (ur. 1999) i siostrę Wendy (ur. 1995).

## Filmografia
- 1997-2004 – Practice, The jako Melissa Stewart
- 2002 – 2004 – Life with Bonnie jako Christine
- 2003 – Vest, The jako Extra
- 2003 – Fałszywa dwunastka (Cheaper by the Dozen) jako Kim Baker
- 2005 – Pacyfikator (Pacifier, The) jako LuLu Plummer
- 2005 – Fałszywa dwunastka II (Cheaper by the Dozen 2) jako Kim Baker
- 2006 – Hannah Montana jako Sarah (gościnnie)